# Ausbruch des Samalas 1257
Der Ausbruch des Samalas 1257 war eine sehr große Vulkaneruption des neben dem Rinjani gelegenen Schichtvulkans Samalas auf der indonesischen Insel Lombok.
Der Ausbruch zählt zu den gewaltigsten phreatomagmatischen Explosionen der letzten 7000 Jahre und hatte weitreichende Auswirkungen auf das Weltklima. Durch die Eruption wurde etwa zehnmal mehr Schwefel freigesetzt als beim Ausbruch des indonesischen Vulkans Krakatau 1883.

## Einführung

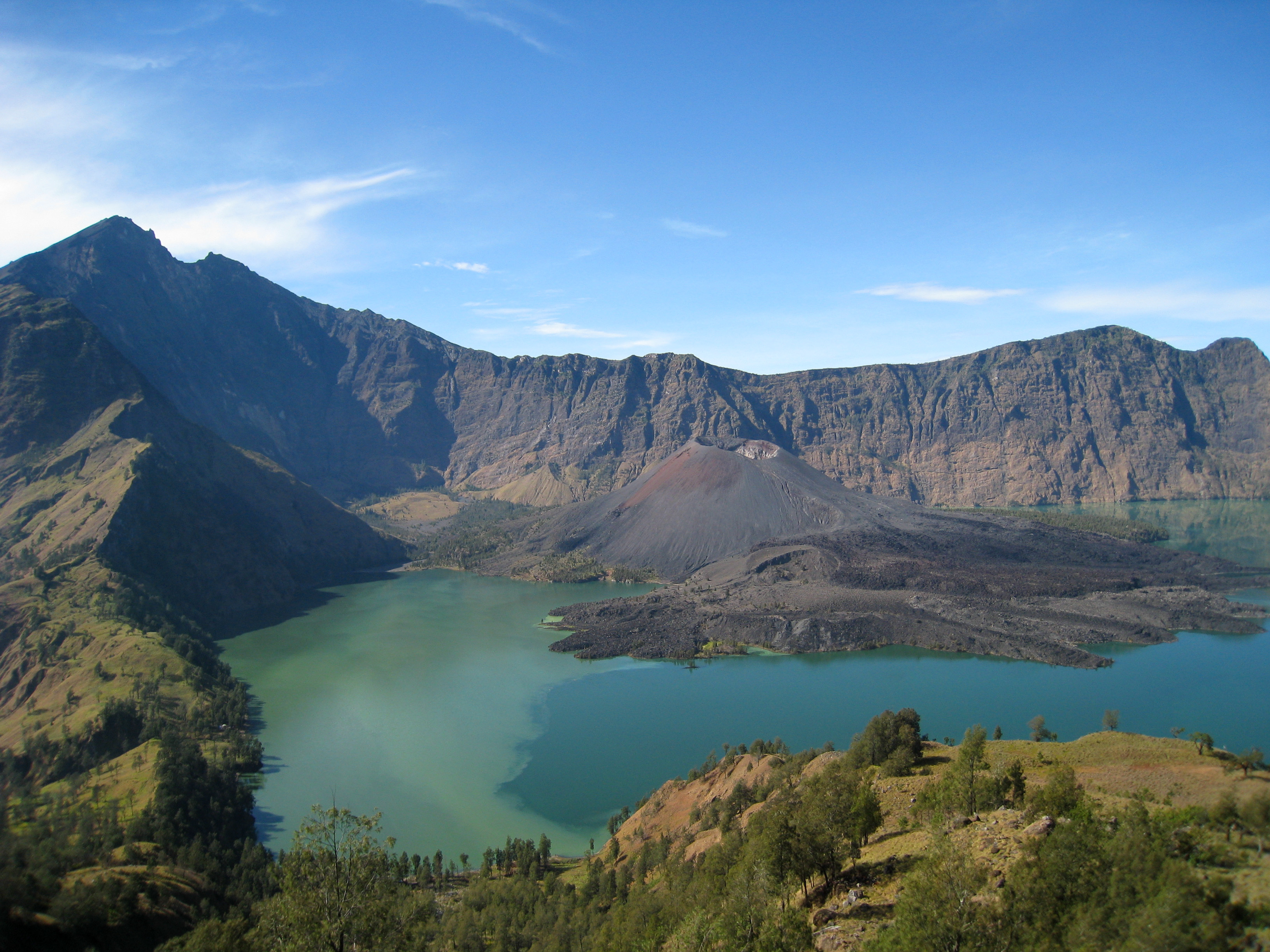
Der vom Ausbruch erzeugte Kratersee Segara Anak

Der Ausbruch erreichte die Stärke 7 auf dem Vulkanexplosivitätsindex (VEI) und hinterließ einen riesigen Kratersee, die Segara Anak. Er war einer der stärksten Ausbrüche des gesamten Holozäns mit dem größten vulkanischen Schwefeleintrag der letzten 2000 Jahre. Seine Existenz konnte anhand von Eisbohrkernen erschlossen werden, welche im Jahr 1259 ein Maximum in der Sulfatkonzentration erkennen lassen. Im Jahr 2013 wurden schließlich auch geschichtliche Aufzeichnungen entdeckt, die auf die Katastrophe hinweisen.
Der Ausbruch war in vier Stadien erfolgt, deren jeweilige Aschensäulen immer in die Stratosphäre reichten und mittels pyroklastischer Ströme große Teile von Lombok unter sich begruben und unter anderem die Stadt Pamatan auslöschten. Der Aschenregen erreichte sogar Java. Das Gesamtvolumen der ausgestoßenen Tephra betrug 33 bis 40 Kubikkilometer Dense-rock equivalent (DRE). Spätere vulkanische Episoden erschufen innerhalb der Caldera weitere Vulkanzentren, unter anderem den heute noch aktiven Barujari-Kegel.
Das Ausbruchsgeschehen wurde von Menschen auf den Nachbarinseln beobachtet, die ihr Wissen auf Palmblattmanuskripten festhielten. Die vom Vulkan in die Atmosphäre geschleuderten Aerosole reduzierten die Sonneneinstrahlung weltweit und verursachten einen vulkanischen Winter, der mehrere Jahre anhielt.

## Geologie

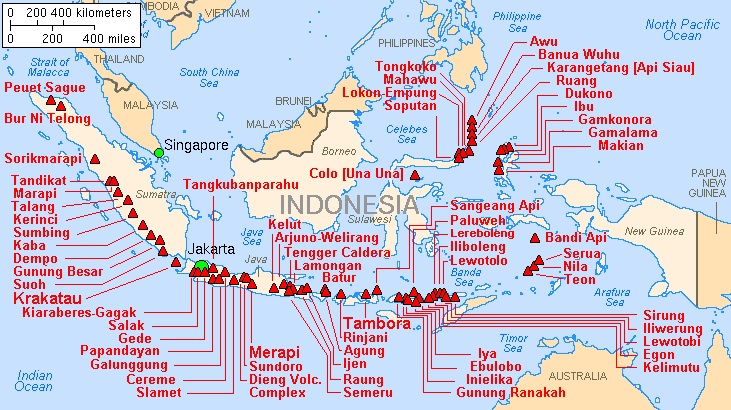
Die Vulkane Indonesiens. Der Sundabogen zieht von Sumatra über Java bis nach Timor.

Die Vulkane Samalas und Rinjani liegen im östlichen Sundabogen. Sie sitzen einer Subduktionszone auf, an der die Australische Platte unter die Eurasische Platte mit einer Geschwindigkeit von 7 Zentimeter/Jahr in Nordrichtung abtaucht. Ihre Magmen sind wahrscheinlich aus Peridotiten des unterhalb von Lombok befindlichen Mantelkeils hervorgegangen. Benachbarte Vulkane sind der Gunung Agung, der Gunung Batur und der Bratan auf Bali weiter westwärts. Anhand von Rekonstruktionen wird angenommen, dass der Samalas eine Höhe von 4200 ± 100 Meter erreichte und somit einen Riesenvulkan darstellte.

### Allgemeine Geologie
Die allgemeinen geologischen Verhältnisse auf Lombok wurden 1994 von Mangga und Kollegen kartiert. Die ältesten geologischen Ablagerungen stammen aus dem späten Oligozän und frühen Miozän und bilden die Pengulung-Formation. Diese wird von der Kawangan-Formation des mittleren Miozäns überlagert. Beide Formationen wurden im mittleren Miozän von Daziten und Basalten durchsetzt und teils kontaktmetamorph verändert. Darüber folgt dann die Ekas-Formation aus dem späten Miozän. Die drei Formationen stehen im Süden von Lombok an und bilden dort eine Hügellandschaft. Über diese älteren Formationen legt sich sodann die Lombok Volcanic Group mit der Kali-Palung-Formation, die ihrerseits schließlich diskordant von Vulkaniten des Quartärs abgedeckt wird, welche sehr wahrscheinlich von den Vulkanen Pusuk, Nangi und Samalas/Rinjani gefördert wurden. Am jüngsten sind alluviale Sedimente des Küstenbereichs.
Die vulkanischen Aktivitäten am Vulkankomplex Samalas/Rinjani lassen sich in fünf Stadien unterteilen:
- Prä-Stratovulkanstadium
- Stratovulkanstadium
- Stadium geringer Tätigkeit
- Syn-Calderastadium
- Post-Calderastadium

Während des Prä-Stratovulkanstadiums vor 12.000 Jahren BP wuchs der Samalas-Vulkan noch vor Beginn des Holozäns heran; er ist auch als Alter Rinjani bekannt.
Der Rinjani ist jünger und bildete sich zwischen 11.980 ± 40 und 5990 ± 50 Jahren BP während des Stratovulkanstadiums in der Ostflanke des Samalas. Das Stadium geringer Tätigkeit liegt bei 2.550 ± 50 Jahren BP. Der letzte Ausbruch am Rinjani erzeugte den Rinjani-Bims mit einem Volumen von 0,3 Kubikkilometer DRE. Ausbrüche des Rinjani sind bekannt für 11.980 ± 40, 11.940 ± 40, und 6250 ± 40 Jahre BP. Ein zwischen 5990 ± 50 und 2550 ± 50 Jahre BP gelegener großer Ausbruch am Rinjani lagerte 0,1 Kubikkilometer DRE an „Propok-Bims“ ab.
Während des Syn-Calderastadiums erfolgte der Ausbruch von 1257, der den Samalas-Vulkan vollständig zerstörte und eine Ost-West-orientierte, 8,5 × 6 Kilometer messende Einsturzcaldera, die 800 Meter tiefe Segara Anak, zurückließ. In ihr erfolgten während des späteren Post-Calderastadiums untergeordnete Eruptionen, die kleine Vulkankegel wie z. B. den Segara Munac (an der Westflanke des Rinjani), Rombogan, Anak Barujari und Barujari aufbauten. Der Großteil der vulkanischen Aktivitäten konzentrierte sich hierbei auf den Barujari, der in den Jahren 1884, 1904, 1906, 1909, 1915, 1966, 1994, 2004 und 2009 ausbrach. Der Rombogan war 1944 tätig. Hierbei handelte es sich vorwiegend um explosive Eruptionen und Aschenströme. Der letzte Ausbruch am Barujari ereignete sich im Dezember 2015.

### Geochemie
Die geförderten Gesteinsmassen der Samalas-Eruption sind von ihrer chemischen Zusammensetzung her vorwiegend dazitischer Natur. Ihr SiO2-Gehalt schwankt zwischen 62 und 63 Gewichtsprozent. Bei den jüngeren Ablagerungen am Barujari handelt es sich um weitaus weniger differenzierte, porphyrische, basaltische Andesite mit einem wesentlich geringeren SiO2-Gehalt von 53 bis 55 Gewichtsprozent.
Die Vulkanite im Sunda-Banda-Bogen sind generell typische Inselbogenvulkanite von überwiegend kalkalkalischem bis Hoch-K-kalkalkalischem Chemismus und führen Basalte, Andesite und Dazite. Neben diesen Gesteinen der kalkalkalischen Hauptreihe konnten J. D. Foden aber noch eine separat sich entwickelnde Seitenlinie bestehend aus Ankaramiten und Basalten mit hohem Aluminiumgehalt erkennen.
Die Erdkruste unterhalb des Samalas-Vulkans ist rund 20 Kilometer mächtig und die Wadati-Benioff-Zone liegt in etwa 164 Kilometer Tiefe.
Geochemisch können die Vulkanite des Samalas-Komplexes in zwei Gruppen eingeteilt werden:
- Vulkanite des Stratovulkan- und Post-Calderastadiums
- Vulkanite des Stadiums geringer Aktivität und des Calderastadiums.

Die Vulkanite des Stratovulkanstadiums sind basaltische Andesite mit einem SiO2-Gehalt, der sich zwischen 44,8 und 63,7 Gewichtsprozent bewegt. Die Vulkanite des Post-Calderastadiums sind Olivin-Pyroxen-Andesite mit einem SiO2-Gehalt um 55 Gewichtsprozent. Das dazitische Magma des Stadiums geringer Aktivität und der eigentlichen Caldera-Explosion konnte laut Nakagawa und Kollegen (2015) nicht durch alleinige fraktionierte Kristallisation aus einem basaltischen Ausgangsmagma hervorgegangen sein, sondern musste zusätzlich krustales Aufschmelzen und/oder AFC-Prozesse (Assimilation/fraktionierte Kristallisation) erfahren haben.

## Ausbruch

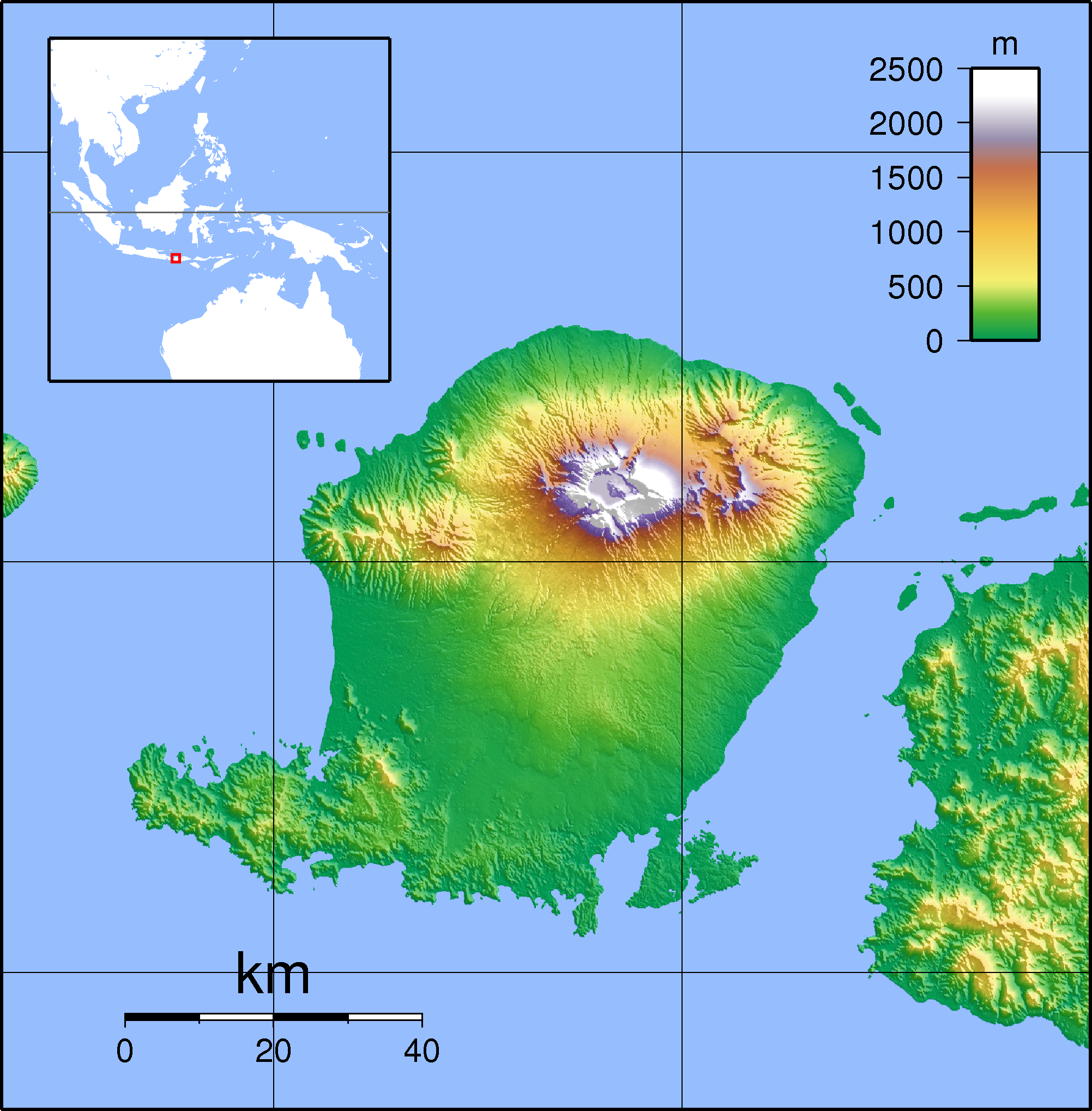
Topographie von Lombok; die Caldera Segara Anak des Samalas befindet sich im zentralen Nordteil der Insel.

Der Ausbruch fand wahrscheinlich im September des Jahres 1257 statt. Wie die Ablagerungen zu erkennen geben, begann er mit einer phreatischen Initialphase, die drei Zentimeter Asche über 400 Quadratkilometer im nordwestlichen Lombok verteilte. Die darauffolgende erste magmatische Phase förderte acht Zentimeter an gesteinsreicher Bimsasche im östlichen Lombok und auf Bali.
Anschließend wurden in mehreren Phasen Lapilli und Aschen abgeregnet und die ersten pyroklastischen Ströme entstanden. Sie waren hauptsächlich auf die Täler der Westflanke beschränkt und erodierten hier Furchen in zuvor gelieferte Aschen. Einige pyroklastische Ströme überquerten sogar das Bali-Meer und erreichten die Gili-Inseln. Diese Phase dürfte phreatomagmatisch gewesen sein, da die Ablagerungen Spuren von Wassereinwirkung aufweisen.
Es folgten drei Bimsregen, die zum Teil eine maximale Ausbreitung erfuhren. Sie weisen selbst auf Sumbawa im Osten noch eine Mächtigkeit von sieben Zentimetern auf.
Den Bimsen folgten weitere pyroklastische Ströme, ausgelöst wahrscheinlich durch den Zusammensturz der Ausbruchssäule und das Aufbrechen der Caldera. Die Ströme erreichten ein Gesamtvolumen von 29 Kubikkilometer mit Mächtigkeiten bis zu 35 Meter selbst noch in einer Entfernung von 25 Kilometern vom Ausbruchsherd. Bei ihrem Eintritt ins Meer im Norden und Osten von Lombok kam es zu Dampfexplosionen unter Bildung von Bimskegeln am Strand, gleichzeitig entstanden sekundäre pyroklastische Ströme.
Das Ausbruchsgeschehen kann somit in vier Phasen untergliedert werden:
- Phreatische und erste magmatische Phase P 1 – stabile plinianische Eruptionssäule bis 40 Kilometer Höhe
- Phreatomagmatische Phase mit turbulenten pyroklastischen Strömen P 2 – bedeutende Wasserzufuhr
- Plinianische Phase P 3 – instabile Eruptionssäule, bis 43 Kilometer Höhe
- Pyroklastische Ströme P 4 – niedrige Lavafontänen, Calderaeinsturz und Zusammenbruch der Eruptionssäule

Die Phasen P 3 und P 4 dürften insgesamt nicht länger als zwölf bis 15 Stunden gedauert haben.
Die während des Ausbruchs produzierte Tephra ging selbst noch auf Java nieder; sie wird hier unter die Muntilan Tephra eingeordnet. Ihre Mächtigkeit im Logung-See betrug noch drei Zentimeter. Auf dem Agung in Bali wurden zwölf bis 17 Zentimeter Tephra abgelagert. Der größte Teil hatte sich vom Samalas aus in westliche bis südwestliche Richtung verbreitet. Selbst am Merapi in 660 Kilometer Entfernung wurde noch Samalas-Tephra gefunden, was einen Rückschluss auf ihr Gesamtvolumen von 32 bis 39 Kubikkilometer ermöglicht. Für die erste Phase wird ein Ausbreitungsgebiet von 7500 Quadratkilometer angenommen, für die dritte Phase jedoch 110.500 Quadratkilometer, was eine gewaltige plinianische bis ultraplinianische Eruption impliziert.
Die Ausbruchssäule dürfte während der Phase P 1 eine Höhe von 39 bis 40 Kilometer erreicht haben mit geschätzten Windgeschwindigkeiten von zehn Meter/Sekunde und eine Rekordhöhe von 38 bis 43 Kilometer während der Phase P 3. Die Höhe war jedenfalls ausreichend, um SO2 einer Photolyse zu unterziehen und das Schwefel-Isotopenverhältnis zu beeinflussen.
Für den Ausbruch des Samalas liegen je nach Autor und verwendeter Methode verschiedene Volumenschätzungen vor. Vidal und Kollegen (2015) ermittelten einen Minimalwert von 8,3 Kubikkilometer DRE für die ersten drei Phasen zusammengenommen und 25 Kubikkilometer DRE allein für die Phase P 4. Insgesamt dürften somit mindestens 33 Kubikkilometer Gestein ausgeworfen worden sein. Die Ausbruchstemperatur lag bei zirka 1000 °C. Die chemische Zusammensetzung des Auswurfmaterials ist trachydazitisch und führt die Minerale Amphibol, Apatit, Klinopyroxen, Eisensulfid, Orthopyroxen, Plagioklas und Titanomagnetit. Das Magma war durch Fraktionierung aus einer basaltischen Vorgängerschmelze entstanden.
Der Ausbruch mit einem Vulkanexplosivitätsindex von sieben war nach dem Ausbruch des Tambora im Jahr 1815 einer der stärksten im Holozän und war gewaltiger als der Ausbruch des Krakatau im Jahr 1883. In etwa vergleichbare Eruptionen sind der Kurilensee im 7. Jahrtausend v. Chr., der Mount Mazama im 6. Jahrtausend v. Chr., der Tierra Bianca Joven am Ilopango-See im 6. Jahrtausend v. Chr. und die Minoische Eruption im 2. Jahrtausend v. Chr. Feinkörnige, cremefarbene Bimshorizonte des Samalas bilden auf Bali wertvolle tephrochronologische Korrelationshorizonte. Samalas-Tephra wurde in Eisbohrkernen selbst noch in einer Entfernung von 13.500 Kilometer nachgewiesen.
Zurückgelassen wurde die Caldera „Segara Anak“ mit einem durchschnittlichen Durchmesser von sechs bis sieben Kilometer. Die Höhe der Seitenwände schwankt zwischen 700 und 2800 Meter, der entstandene Kratersee ist 200 Meter tief. Der Vulkankegel des Barujari erhebt sich 320 Meter über dem Seeniveau und ist seit 1847 fünfzehnmal ausgebrochen. Möglicherweise war bereits vor dem Ausbruch ein Kratersee vorhanden, der die phreatomagmatische Phase mit 0,1 bis 0,3 Kubikkilometer Wasser versorgte. Das benötigte Wasser könnte aber auch aus Wasserleitern stammen. Durch die Explosion wurde der etwas weiter östlich gelegene Rinjani in Mitleidenschaft gezogen, er weist nämlich am Westrand eine hufeisenförmige Kollapsstruktur auf.
Die Entdeckung des Ausbruchs und der dazugehörigen Caldera erfolgte erst im Jahr 2003. Ein Jahr später wurde das ausgestoßene Volumen auf rund 10 Kubikkilometer geschätzt. Frühe Forschungsarbeiten datierten den Ausbruch noch zwischen 1210 und 1300. Im Jahr 2013 schlugen Lavigne und Kollegen vor, den Ausbruch in den Zeitraum Mai bis Oktober 1257 zu verlegen, da er die klimatischen Veränderungen im darauffolgenden Jahr ausgelöst hatte.

## Forschungsgeschichte

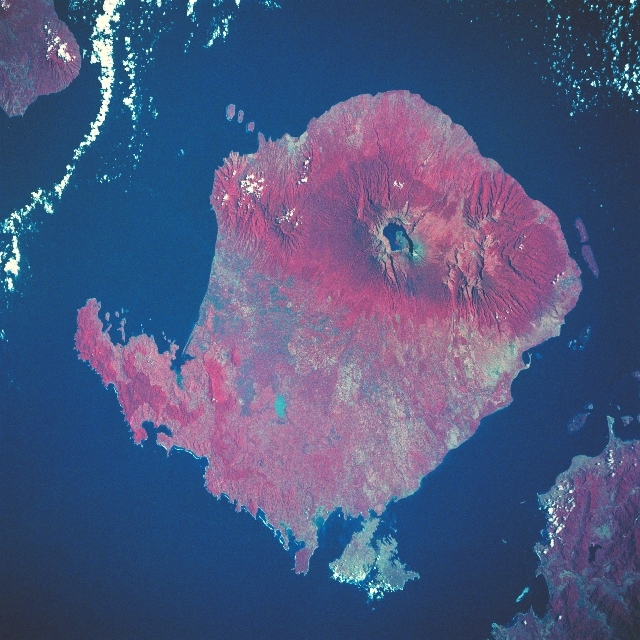
Infrarotaufnahme von Lombok mit Samalas/Rinjani-Vulkankomplex im zentralen Nordteil der Insel

Die Existenz eines bedeutenden vulkanischen Ausbruchs im Zeitraum 1257 bis 1258 konnte durch Eisbohrkerndaten und durch mittelalterliche geschichtliche Aufzeichnungen in der Nordhemisphäre nachgewiesen werden. Sulfatniederschläge in polaren Eiskappen ließen vermuten, dass die Klimaschwankungen dieser Zeit durch einen vulkanischen Ausbruch verursacht worden waren. Die globale Ausbreitung der Niederschläge deutete auf einen Tropenvulkan hin, auch wenn anfangs noch ein in der Nähe Grönlands gelegener Vulkan in Betracht gezogen worden war. Der starke Ausschlag in den Sulfatkonzentrationen wurde erstmals am grönländischen „Eisbohrkern Crête“ beobachtet und war von einer feinen Rhyolithaschenlage begleitet. Zusammen mit den Ausschlägen aus dem Jahr 44 v. Chr. (Ätna) und 426 v. Chr. war er der bedeutendste Ausschlag in den letzten 7000 Jahren und immerhin doppelt so stark wie das Signal des Tambora aus dem Jahr 1815.
Im Jahr 2003 wurde das ausgeschleuderte Gesteinsvolumen noch auf 200 bis 800 Kubikkilometer geschätzt, gleichzeitig wurde aber eingeräumt, dass das Volumen bei erhöhtem Sulfatgehalt auch durchaus wesentlich niedriger gewesen sein konnte. Der Verursacher war anfangs nicht zu identifizieren. Zuerst wurde der Tofua vorgeschlagen, der aber wegen seiner zu geringen Ausbruchsstärke dann wieder fallen gelassen wurde. Auch die Eruption aus dem Jahr 1256 des Harrat Rahat bei Medina wurde als zu unbedeutend eingestuft. Die Möglichkeit mehrerer gleichzeitiger Ausbrüche war ebenfalls berücksichtigt worden. Die Schätzungen für die Ausmaße der Caldera bewegten sich damals zwischen 10 und 30 Kilometer.
Im Jahr 2012 wurde der Samalas- bzw. der Rinjani-Vulkan zum ersten Mal als Ausbruchsherd ernsthaft in Erwägung gezogen. Andere in Frage kommende Kandidaten wie El Chichon und Quilotoa zeigten in ihren „Spikes“ eine andere chemische Zusammensetzung, die mit dem Sulfatgehalt nicht übereinstimmte. Diese beiden Vulkane zuzüglich der aus dem Gebiet des Ōkataina Volcanic Centre stimmten außerdem weder zeitlich noch in ihrer Explosivität mit dem Ereignis von 1257 überein. Im Jahr 2013 wurden dann in Indonesien die so genannten Babad Lombok entdeckt. Hierbei handelt es sich um im 13. Jahrhundert auf Palmblättern in Altjavanisch niedergeschriebene historische Aufzeichnungen. Sie waren es, die Franck Lavigne endgültig überzeugten, dass der Samalas, den er schon länger im Auge hatte, tatsächlich der Ausbruchsherd war.

„Alle Häuser wurden zerstört, weggespült oder trieben gar auf dem Meer und viele Menschen kamen um.“

Die Katastrophe hatte sich noch vor Ende des 13. Jahrhunderts ereignet. Eine geochemische Analyse von Glasfetzen in Eisbohrkernen konnte ihre Identität mit den Ablagerungen auf Lombok bestätigen und so den Ausbruch des Samalas für die klimatischen Auswirkungen verantwortlich machen.

## Auswirkungen auf das Klima
Der Ausbruch des Samalas hinterließ Sulfatmaxima in Eisbohrkernen der nördlichen und südlichen Hemisphäre, wobei der Ausschlag in der Südhemisphäre der deutlichste der letzten 1000 Jahre ist und nur noch vom Ausbruch des Laki-Kraters in der Nordhemisphäre an Intensität übertroffen wird. Auch Eisbohrkerne vom Illimani in Bolivien enthalten die Sulfatspikes. Als Vergleich für die erreichte Intensität möge der Ausbruch des Pinatubo im Jahr 1991 dienen, der nur ein Zehntel der Schwefelmengen der Samalas-Eruption freisetzte. Die Schwefelablagerungen des Samalas konnten auch auf Svalbard nachgewiesen werden und die abgeregnete Schwefelsäure hatte möglicherweise auch Torflandschaften in Nordschweden direkt beeinflusst. Die Menge an freigesetztem SO2 wird auf 158 ± 12 Millionen Tonnen geschätzt. Im Vergleich zur Tambora-Eruption ist dies deutlich höher, weil die Tephra weitaus besser in die Stratosphäre injiziert worden und/oder der Schwefelgehalt des Samalas-Magmas angereichert war.
Große Vulkanausbrüche transportieren Aerosole in die Atmosphäre, die dann in der Stratosphäre Dunstschleier bilden und dadurch die Sonneneinstrahlung und sodann auch die globalen Temperaturen reduzieren. Weitere Folgeerscheinungen sind Probleme in der Landwirtschaft und eventuelle Hungersnöte. Die sozialen Auswirkungen sind meist weniger deutlich, da menschliche Gesellschaften eine große Resilienz besitzen. Nicht alle kalten Sommer stehen mit Vulkanausbrüchen in ursächlichem Zusammenhang.
Beobachtungen am Pinatubo zeigten eine Verweildauer des Aerosolschleiers von drei Jahren, damit stimmt der Sulfatniederschlag an den Polen von 1259 mit dem Beginn des Ausbruchs um 1257 mit diesen drei Jahren überein.
Zusammen mit dem Ausbruch des Kuwae um 1450 und Tambora 1815 stellt der Ausbruch des Samalas eine der bedeutendsten Abkühlungen des letzten Jahrtausends dar. In Bohrkernen aus dem Ural bilden seine Ablagerungen das deutlichste vulkanische Signal. Der Winter 1257/1258 setzte früh ein, war aber relativ warm, was Berichte aus Frankreich über das frühe Erblühen der Veilchen nahelegen. Das Phänomen eines warmen Winters nach bedeutenden Vulkanexplosionen wird durch viele Beobachtungen untermauert. Der darauf folgende Sommer war jedoch sehr kalt und auch der anschließende Winter war lang und kalt. Die Abkühlung im Sommer 1258 belief sich auf 0,69 K in der Südhemisphäre und 0,46 K in der Nordhemisphäre. Die Einstrahlungsreduzierung durch den Pinatubo-Ausbruch 1991 betrug im Vergleich nur ein Siebtel dieser Werte. Die Oberflächentemperaturen der Weltmeere gingen ebenfalls um 0,3 bis 2,2 °C zurück und lösten Veränderungen im Zirkulationsmuster und der Tiefenwasserbildung aus. Die Temperatursenkungen hielten sich womöglich eine Dekade aufrecht. Gleichzeitig gingen eine Verringerung des Niederschlags und der Evaporation einher, wobei die Evaporation stärker betroffen war.
Dendrochronologische Aufzeichnungen der Samalas-Eruption sind nur lückenhaft. Klimamodellrechnungen ergeben eine globale Abkühlung von bis zu 2 °C, einen recht hohen Betrag, den Proxidaten aber nicht Folge leisten. Verbesserte Modelle zeigen eine Anomalie für das Jahr 1258, die sich bis 1261 hinzog. Manche Klimamodelle überschätzen jedoch die klimatischen Auswirkungen, da sie eine lineare Beziehung zwischen der optischen Aerosolwirksamkeit und der ausgestoßenen Schwefelmenge annehmen. Ein kurz vor dem Ausbruch stattfindendes El-Nino-Ereignis hat möglicherweise den Abkühlungseffekt zusätzlich noch abgeschwächt.
Der Ausbruch des Samalas in Verbund mit einer anderen Eruption im 14. Jahrhundert führte zu einem Anwachsen der Eiskappen und des Meereises, in Norwegen rückten gar die Gletscher vor. Möglicherweise beeinflusste er auch die Nordatlantische Oszillation, die in den folgenden Dekaden deutlich negativere Werte annahm. Außerdem ging auch die Sonnenaktivität zurück (Wolfminimum). Die Eisvorstöße trugen vermutlich ihrerseits zu einer Verstärkung und Verlängerung der klimatischen Auswirkungen bei. Weitere vulkanische Ereignisse in den Jahren 1269, 1278 und 1286 verstärkten noch die Ausdehnung der Eisbedeckung. Die Gletschervorstöße sind dokumentiert auf Baffin Island, da hier die Gletscher bei ihrem Vorstoß überfahrene Vegetation im Eis einschlossen. Im arktischen Kanada fällt der Übergang von einer warmen zu einer kälteren Klimaphase ebenfalls mit dem Ausbruch des Samalas zusammen.
Der Ausbruch des Samalas ereignete sich zu einem Zeitpunkt, an dem die Mittelalterliche Warmzeit – eine Periode klimatischer Stabilität – zu Ende ging. Vorausgegangene Eruptionen von 1108, 1171 und 1230 hatten bereits zur Destabilisierung dieser Epoche beigetragen. Die Zeitspanne 1250 bis 1300 wird dann von generell erhöhtem Vulkanismus charakterisiert – dokumentiert durch einen Moränenvorstoß auf der Diskoinsel (Grönland), der aber auch durch einen noch vor der Samalas-Eruption einsetzenden Kälteeinbruch zu erklären ist. Insgesamt liegt es durchaus im Bereich des Möglichen, dass all diese vulkanischen Klimaeinträge unter Rückkoppelung mit erhöhter Eisbedeckung die Kleine Eiszeit einleiteten, ohne hierbei auf veränderte Sonneneinstrahlungsparameter zurückgreifen zu müssen. Diese Theorie ist aber umstritten.
Spuren des Ausbruchs finden sich in der Mongolei zwischen 1258 und 1262, unter anderem anhand reduzierter Jahresringe an Bäumen. In Vietnam fiel der Monsun sehr nass aus. Andere Regionen wie beispielsweise Alaska blieben jedoch weitgehend von klimatischen Veränderungen verschont, vermutlich wegen der klimatischen Moderierung durch den Pazifik. Auch Skandinavien, Quebec und die westlichen Vereinigten Staaten zeigen nur eine geringe Beeinträchtigung in ihren Jahresringen.

## Gesellschaftliche Auswirkungen
Die gesellschaftlichen Auswirkungen der Samalas-Eruption dürften Ende 1257 und 1258 teils katastrophal gewesen sein. Im Babad Lombok wird beschrieben, dass ganze Dörfer in der Mitte des 13. Jahrhunderts durch Aschenregen und gesteinsbeladene Gasturbulenzen, die sich mit hoher Geschwindigkeit ausbreiteten, zerstört wurden. Laut einer javanischen Inschrift wurde das Königreich auf Lombok mitsamt seiner Hauptstadt Pamatan durch den Ausbruch vollständig vernichtet, nur die königliche Familie überlebte. Abertausende Menschen kamen im Inferno um und möglicherweise waren Lombok und auch Bali vollkommen entvölkert worden, wodurch Kertanegra dann im Jahr 1284 Bali ohne größeren Widerstand erobern konnte.
Aus Berichten des Jahres 1258 in Frankreich und England geht hervor, dass ein trockener Nebel das Land bedeckte, der bei ortsansässigen Beobachtern den Eindruck einer ständigen Wolkenbedeckung hinterließ. Mittelalterliche Aufzeichnungen von 1258 berichten von einem kalten und verregneten Sommer mit Überschwemmungen und Missernten. Insbesondere waren die Monate Februar bis Juni ausgesprochen kalt. Nicht nur in Europa, sondern auch im Mittleren Osten wurden in den Jahren 1258 und 1259 veränderte Farbtönungen in der Atmosphäre beobachtet. Hinzu gesellten sich stürmische, kalte und strenge Wetterlagen. Das verregnete Wetter beschädigte die Ernten, was seinerseits zu Hungersnöten und Epidemien führte. Nordwesteuropa scheint hiervon stark betroffen worden zu sein und so können Missernten und eine Hungersnot in London mit dem Ausbruch des Samalas korreliert werden. In London starben damals 15.000 bis 20.000 Menschen an der Hungersnot. So berichtet Matthäus Paris aus Saint Albans, dass das Wetter bis mitten in den August hinein zwischen Kälte und starken Regenfällen abwechselte und so die Sterblichkeitsrate in die Höhe trieb:

„Aufgedunsen und vor sich hin rottend lagen die Toten in Gruppen zu fünft oder zu sechst in Schweineställen, auf Misthaufen oder in verschlammten Straßen.“

Die resultierende Hungersnot war derart gravierend, dass Getreide aus Deutschland und Holland eingeführt werden musste. Der Getreidepreis schnellte in Großbritannien, aber auch in Frankreich und in Italien in die Höhe. Epidemien werden zu diesem Zeitpunkt aus England und dem Mittleren Osten berichtet. Aber auch in China, Japan und Korea traten ernste Probleme auf. Nach dem Winter 1258/1259 werden weniger extreme Wetterlagen verzeichnet, jedoch war der Winter 1260/1261 in Island, Italien und anderswo erneut sehr streng.
Eine eventuelle Langzeitfolge des Ausbruchs war der sukzessive Kontrollverlust von Byzanz über Westanatolien, der auf einer Ablösung byzantinischer Bauern durch türkische Hirten beruhte. Die Ursprünge der Flagellanten sind womöglich ebenfalls auf gesellschaftliche Auswirkungen des Ausbruchs zurückzuführen, wobei kriegerische Auseinandersetzungen und andere Miseren keinesfalls zu vernachlässigen sind.

## Filme
- Rätselhafter Vulkanausbruch. Dokumentation, Arte Frankreich 2017. Regie: Pascal Guérin.
- Das Rätsel um den tödlichen Supervulkan auf YouTube von Quarks.